# Tolésén
Tolésén (románul: Toleșeni) falu Romániában, Hargita megyében.

## Története
Galócás része. 1956-ig adatai a községéhez voltak számítva. A trianoni békeszerződés előtt Csík vármegye Gyergyószentmiklósi járásához tartozott.

## Népessége
2002-ben 93 lakosa volt, ebből 76 román, 16 magyar és 1 cigány.

## Vallások
Lakói többségében ortodox hitűek, de kisebb görögkatolikus közösség is található itt..